# جارد غوميز
جارد غوميز هو لاعب هوكي الجليد كندي، ولد في 20 أكتوبر 1988 في برامبتون في كندا.

## مهنة اللعب
حضر جارد غوميز الي جامعة جزيرة الأمير إدوارد حيث لعب في المؤتمر الأطلسي للرياضة بين الجامعات الكندية (CIS). بسبب لعبه المتميز خلال موسم 2009-2010، تم اختيار غوميز كأفضل لاعب جديد في الرياضة بين الجامعات الكندية لعام 2009-2010 وحصل على جائزة كلير دريك.  تم تعيينه أيضًا في فريق جامعة أتلانتيك الرياضية (أول كل النجوم) لعام 2011-2012. أمضى غوميز موسم 2013–2014 مع فريق سان أنطونيو رامبيج التابع لدوري الهوكي الأمريكي.
في 11 أكتوبر 2014، وقع غوميز عقد تجربة احترافية مع فريق هاملتون بولدوجز قادمة من فريق AHL.  ترك النادي بعد ذلك بوقت قصير، وحصل على أول عقد أوروبي له بتوقيع عقد لمدة عام واحد مع شتراوبينج تايجرز من الدوري الألماني لهوكي الجليد في 16 أكتوبر 2014  في موسم 2014–2015، أسس غوميز دورًا كمهاجم عميق وساهم بـ 14 نقطة في 41 مباراة.
في 3 يونيو 2015، اختار غوميز العودة إلى فريق AHL، ووقع عقدًا لمدة عام واحد لموسم 2015–2016 مع بريدجبورت ساوند تايجرز.  في موسم 2016-2017، لعب مع فريق ريتن سبورت الإيطالي في كأس القارات حتى انتقل إلى دوري الدرجة الثاني الألماني مع فريق ريسيرسي في نوفمبر 2016.
بعد الانتهاء من موسمه الأوروبي الخامس في ألمانيا، اختار غوميز العودة إلى أمريكا الشمالية خلال جائحة كوفيد -19، ووقع عقدًا للعودة إلى النادي السابق، برامبتون بيست من دوري هوكي الساحل الشرقي، في 24 سبتمبر 2020  مع تعليق برامبتون بيست في وقت لاحق عمليات بسبب الوباء لهذا الموسم، تم إطلاق غوميز كعامل حر.

## وصلات خارجية
- جارد غوميز على موقع دوري الهوكي الوطني (الإنجليزية)
- جارد غوميز على موقع EliteProspects.com (الإنجليزية)
- جارد غوميز على موقع Eurohockey.com (الإنجليزية)
- جارد غوميز على موقع HockeyDB.com (الإنجليزية)